# Ильота
Ильота (порт. Ilhota)  —  муниципалитет в Бразилии, входит в штат Санта-Катарина. Составная часть мезорегиона Вали-ду-Итажаи. Входит в экономико-статистический микрорегион Итажаи. Площадь муниципалитета составляет 253 км².

## История
Муниципалитет основан 21 июня 1958 года.

## Население
По данным переписи 2022 года, население муниципалитета составляет 17 046 чел. Плотность населения — 67,37 чел./км².

## Экономика
На 2020 год ВВП на душу населения в муниципалитете составил 83 624,84 бразильских реалов. Индекс человеческого развития, согласно данным Программы развития ООН, составляет 0,738.

## Статистика
- Валовой внутренний продукт на 2003 составляет 148.108.967,00 реалов (данные: Бразильский институт географии и статистики).
- Валовой внутренний продукт на душу населения на 2003 составляет 13.433,92 реалов (данные: Бразильский институт географии и статистики).
- Индекс развития человеческого потенциала на 2000 составляет 0,795 (данные: Программа развития ООН).